# آندرئاس گراف
آندرئاس گراف (آلمانی: Andreas Graf؛ زادهٔ ۷ اوت ۱۹۸۵) دوچرخه‌سوار اهل اتریش است.
وی در مسابقات کشوری و بین‌المللی در مجموع برندهٔ ۱ مدال نقره شده‌است.